# Thelotrema eximium
Thelotrema eximium är en lavart som beskrevs av R.C. Harris 1990. Thelotrema eximium ingår i släktet Thelotrema och familjen Thelotremataceae.   Inga underarter finns listade i Catalogue of Life.